# Brigitte Gapais-Dumont
Brigitte Gapais-Dumont, född den 25 april 1944 i Saint-Fargeau, Frankrike, död 29 november 2018, var en fransk fäktare som tog OS-silver i damernas lagtävling i florett i samband med de olympiska fäktningstävlingarna 1976 i Montréal.